# قطبیت شیمیایی

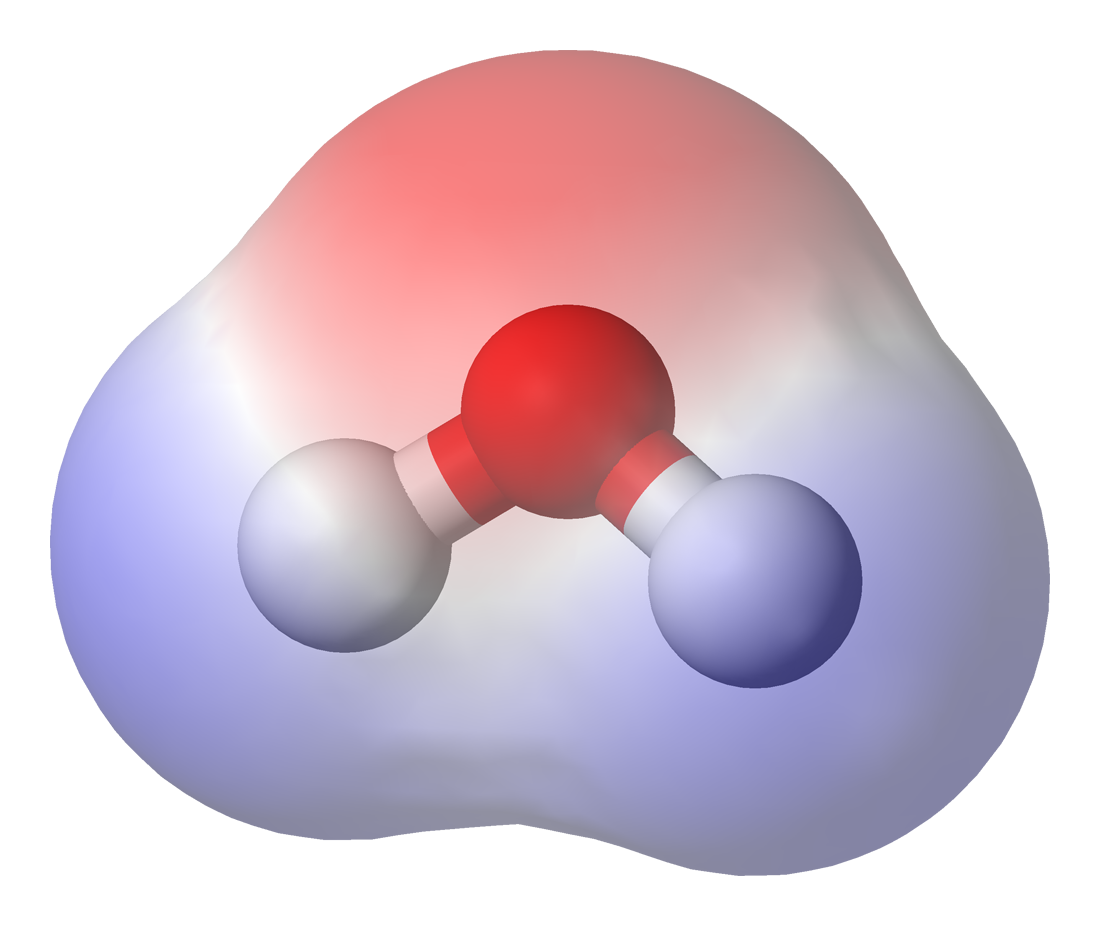
مولکول آب یکی از مهمترین نمونه‌های مولکول قطبی است. در این مولکول، اتم اکسیژن به علت الکترونگاتیو تر بودن، الکترون‌ها را به خود جذب کرده و قطب منفی را تشکیل می‌دهد و هیدروژن قطب مثبت را ایجاد می‌کند.

قطبیت شیمیایی (به انگلیسی: Chemical polarity) مفهومیست در علم شیمی که بر اساس آن مولکول‌ها از دیدگاه بار الکتریکی به دو دسته قطبی و غیر قطبی تقسیم‌بندی می‌شوند. در مولکول‌های قطبی مانند آب، نسبت پراکنش الکترون‌ها در اطراف مولکول نامتوازن و از نظر بار الکتریکی خنثی است. هیدروکربن‌ها نمونه مهمی از این نوع مواد هستند.
قطبیت در مولکول‌ها:
الف) مولکول دو اتمی:
۱)جور هسته: پیوند ناقطبی، مولکول‌های ناقطبی
مثال:
Cl-Cl
O=O
H-H
۲)ناجور هسته: پیوند قطبی، مولکول قطبی
مثال:
H-I
H-Cl
N=O
ب) مولکول چند اتمی:
۱) قطبی: اتم مرکزی حداقل یکی از شرایط زیر را دارا باشد:
یک) اتم جانبی متفاوت
دو) اتم مرکزی دارای جفت ناپیوندی
مثال:
CHCl3
NH3
H2O
H2S
CH2O
۲) ناقطبی:
اتم مرکزی دارای هیچ‌یک از شرایط ذکر شده در بالا نباشد.
مثال:
O=C=O CO2
CH4
CCl4
CS2
قطبیت شیمیائی یکی از سه ویژگی اصلی پیوندهای شیمیایی است؛ دو ویژگی دیگر استحکام پیوند (به انگلیسی: Bond strength) و طول پیوند (به انگلیسی: (Bond length) هستند

## نگارخانه
